# 성접대
성접대란 거래나 업무 관계에 있는 상대방에게 거래나 업무행위에 대한 대가로서 성을 제공하거나 알선·권유하는 행위를 말한다.(성매매방지 및 피해자보호 등에 관한 법률)

## 같이 보기
- 성상납
- 캐스팅 카우치
- 2010년 검사 성접대 사건